# Itapetinga (microregio)
Itapetinga is een van de 32 microregio's van de Braziliaanse deelstaat Bahia. Zij ligt in de mesoregio Centro-Sul Baiano en grenst aan de deelstaat Minas Gerais in het zuidwesten en zuiden, de mesoregio Sul Baiano in het oosten en de microregio Vitória da Conquista in het noorden en noordwesten. De microregio heeft een oppervlakte van ca. 11.388 km². Midden 2004 werd het inwoneraantal geschat op 225.907.
Negen gemeenten behoren tot deze microregio:
- Encruzilhada
- Itambé
- Itapetinga
- Itarantim
- Itororó
- Macarani
- Maiquinique
- Potiraguá
- Ribeirão do Largo

Mesoregio's: Centro-Norte Baiano · Centro-Sul Baiano · Extremo Oeste Baiano · Metropolitana de Salvador · Nordeste Baiano · Sul Baiano · Vale São-Franciscano da Bahia

Microregio's: Alagoinhas · Barra · Barreiras · Bom Jesus da Lapa · Boquira · Brumado · Catu · Cotegipe · Entre Rios · Euclides da Cunha · Feira de Santana · Guanambi · Ilhéus-Itabuna · Irecê · Itaberaba · Itapetinga · Jacobina · Jequié · Jeremoabo · Juazeiro · Livramento do Brumado · Paulo Afonso · Porto Seguro · Ribeira do Pombal · Salvador · Santa Maria da Vitória · Santo Antônio de Jesus · Seabra · Senhor do Bonfim · Serrinha · Valença · Vitória da Conquista